# Университет Линнеус
Линнеус университет (швед. Linnéuniversitetet) — государственный университет в Смоланде, южной провинции Швеции. Он состоит из двух корпусов, находящихся в городах Векшё и Кальмар. Университет был образован в 2010 году, после слияния университета в Векшё и колледжа в Кальмаре.

## История
Университет в Векшё был основан в 1967 году. В 1977 году стал именоваться колледжем, а в 1999 году вновь вернул себе статус университета. Колледж в Кальмаре был основан в 1997 году.
В Векшё с 1716 по 1727 год, сначала в низшей грамматической школе, затем в гимназии учился выдающийся шведский естествоиспытатель и медик Карл Линней (1707—1778) — наиболее известный в мире шведский учёный. После слияния двух учебных заведений новый университет был назван в его честь.

## Факультеты
- Факультет здравоохранения, социальной работы и поведенческих наук.
- Факультет гуманитарных и социальных наук.
- Факультет бизнеса, экономики и дизайна.
- Факультет естественных наук и инженерии.
- Отдел педагогического образования.

### Школы
- Школа здравоохранения.
- Школа образования, психологии и спортивной науке.
- Школа социальной работы.
- Школа языка и литературы.
- Школа культурологии.
- Школы социальных наук.
- Школа бизнеса и экономики.
- Школа дизайна.
- Школа естественных наук.
- Инженерная школа.
- Кальмарская морская академия.
- Школа компьютерных наук, физики и математики.

### Другие отделы
- Отдел коммуникаций.
- Отдел строительства и услуг.
- Отдел внешних контактов.
- Отдел планирования.
- Отдел по делам студентов.
- Факультет Управления.
- Отдел финансов.
- Управление международных связей.
- IT-отдел.
- Управление образования учителей и педагогических наук.
- Отдел кадров.
- Университетская библиотека

## Корпуса
Университет состоит из двух корпусов: в Векшё и в Кальмаре.

### Кальмар
Кальмар — небольшой город с хорошими условиями для студенческой жизни. У города богатая история, он окружён лесными массивами, располагается недалеко от моря. Школа естественных наук в городе Кальмар известна высоким уровнем преподавания, а также исследованиями в области охраны жизни, здоровья и окружающей среды.

### Векшё
Векшё, является одним из центров общественной жизни на юго-востоке Швеции, с большим количеством музеев, театров, соборов и концертных залов. Этот регион также известен своей высокотехнологичной и целлюлозно-бумажной промышленностью. Окружён озёрами и лесами. Векшё также является одним из ведущих городов по обучению теннисистов в мире: Матс Виландер, Стефан Эдберг, Магнус Ларссон и Йонас Бёркман, все они учились здесь. В Векшё легко добраться из Копенгагена и Стокгольма самолетом или поездом.
Университетский корпус находится недалеко от центра города. Он был спроектирован по американскому образцу корпусов Campus: все учебные помещения находятся в нескольких минутах ходьбы. При строительстве корпуса были учтены требования по охране окружающей среде, поскольку сооружения граничит с охранной природной территорией.
В корпусе имеется 3700 студенческих квартир и комнат общежития, что обеспечивает проживание в университетском городке до 5200 студентов. На территории университета расположен научный парк, в котором имеют представительство более ста компаний.
Учебные здания, служебные и жилые помещения стоят друг рядом с другом на территории корпуса. Есть также рестораны, кафе, бары, книжные магазины, спортивный центр и различные служебные помещения. Корпус обеспечивает безопасную и спокойную обстановку, несмотря на высокий уровень активности. Он граничит с природным заповедником, озером и башнями средневекового замка.